# Rugby 7 na Igrzyskach Azji Południowo-Wschodniej 2017
Turniej rugby 7 na Igrzyskach Azji Południowo-Wschodniej 2017 odbył się w Kuala Lumpur w dniach 19–20 sierpnia 2017 roku. Areną zmagań zarówno kobiet, jak i mężczyzn był Petaling Jaya Stadium.
Rugby union w programie tych zawodów pojawiło się szósty raz. Oba turnieje rozegrano na Petaling Jaya Stadium, a triumfowali w nich Malezyjczycy i reprezentantki Tajlandii.

## Podsumowanie

### Klasyfikacja medalowa
| Klasyfikacja medalowa | Klasyfikacja medalowa | Klasyfikacja medalowa | Klasyfikacja medalowa | Klasyfikacja medalowa | Klasyfikacja medalowa |
| Miejsce               | Reprezentacja         | Złoto                 | Srebro                | Brąz                  | Razem                 |
| --------------------- | --------------------- | --------------------- | --------------------- | --------------------- | --------------------- |
| 1                     | Malezja               | 1                     | 0                     | 1                     | 2                     |
| =                     | Tajlandia             | 1                     | 0                     | 1                     | 2                     |
| 3                     | Singapur              | 0                     | 2                     | 0                     | 2                     |
| Razem                 | Razem                 | 2                     | 2                     | 2                     | 6                     |

### Medaliści
| Konkurencja | 1. miejsce | 2. miejsce | 3. miejsce |
| ----------- | ---------- | ---------- | ---------- |
| Mężczyźni   | Malezja    | Singapur   | Tajlandia  |
| Kobiety     | Tajlandia  | Singapur   | Malezja    |

## System rozgrywek
Do turnieju męskiego przystąpiło sześć reprezentacji, do żeńskiego zaś pięć, a każda z nich liczyła maksymalnie dwunastu zawodników. Zostały one rozstawione według wyników osiągniętych w męskich i żeńskich Mistrzostwach Azji 2016 oraz na turnieju rugby 7 na Igrzyskach Azji Południowo-Wschodniej 2015. Obydwa turnieje rozegrano systemem kołowym w ramach jednej grupy, po czym w zawodach kobiet czołowa czwórka awansowała do półfinałów, natomiast wśród mężczyzn dwie najlepsze zmierzyły się w finale, dwie kolejne walczyły o brąz, pozostałe dwie zaś o miejsce piąte.
W fazie grupowej spotkania toczone były bez ewentualnej dogrywki, za zwycięstwo, remis i porażkę przysługiwały odpowiednio cztery, dwa i jeden punkt, brak punktów natomiast za nieprzystąpienie do meczu. Przy ustalaniu rankingu po fazie grupowej w przypadku tej samej liczby punktów lokaty zespołów były ustalane kolejno na podstawie:
- wyniku meczu pomiędzy zainteresowanymi drużynami;
- lepszego bilansu punktów zdobytych i straconych;
- lepszego bilansu przyłożeń zdobytych i straconych;
- większej liczby zdobytych punktów;
- większej liczby zdobytych przyłożeń;
- rzutu monetą.

W przypadku remisu w fazie pucharowej organizowana była dogrywka składająca się z dwóch pięciominutowych części, z uwzględnieniem reguły nagłej śmierci.
Wszystkie mecze zostały rozegrane w dniach 19–20 sierpnia 2017 roku na Petaling Jaya Stadium w Kuala Lumpur.

## Turniej mężczyzn

### Faza grupowa
| 19 sierpnia 201710:44 | Malezja | 0:0(26:0) | Kambodża | Petaling Jaya Stadium, Kuala Lumpur |
| 19 sierpnia 201710:44 |         | 0:0(26:0) |          | Petaling Jaya Stadium, Kuala Lumpur |

| 19 sierpnia 201711:06 | Filipiny | 47:7(26:7) | Indonezja | Petaling Jaya Stadium, Kuala Lumpur |
| 19 sierpnia 201711:06 |          | 47:7(26:7) |           | Petaling Jaya Stadium, Kuala Lumpur |

| 19 sierpnia 201711:28 | Tajlandia | 19:21(7:14) | Singapur | Petaling Jaya Stadium, Kuala Lumpur |
| 19 sierpnia 201711:28 |           | 19:21(7:14) |          | Petaling Jaya Stadium, Kuala Lumpur |

| 19 sierpnia 201713:22 | Filipiny | 47:0(21:7) | Kambodża | Petaling Jaya Stadium, Kuala Lumpur |
| 19 sierpnia 201713:22 |          | 47:0(21:7) |          | Petaling Jaya Stadium, Kuala Lumpur |

| 19 sierpnia 201713:44 | Malezja | 12:10(5:5) | Singapur | Petaling Jaya Stadium, Kuala Lumpur |
| 19 sierpnia 201713:44 |         | 12:10(5:5) |          | Petaling Jaya Stadium, Kuala Lumpur |

| 19 sierpnia 201714:06 | Tajlandia | 50:0(19:5) | Indonezja | Petaling Jaya Stadium, Kuala Lumpur |
| 19 sierpnia 201714:06 |           | 50:0(19:5) |           | Petaling Jaya Stadium, Kuala Lumpur |

| 19 sierpnia 201716:00 | Malezja | 24:0(14:14) | Filipiny | Petaling Jaya Stadium, Kuala Lumpur |
| 19 sierpnia 201716:00 |         | 24:0(14:14) |          | Petaling Jaya Stadium, Kuala Lumpur |

| 19 sierpnia 201716:22 | Tajlandia | 47:0(21:0) | Kambodża | Petaling Jaya Stadium, Kuala Lumpur |
| 19 sierpnia 201716:22 |           | 47:0(21:0) |          | Petaling Jaya Stadium, Kuala Lumpur |

| 19 sierpnia 201716:44 | Singapur | 52:5(33:0) | Indonezja | Petaling Jaya Stadium, Kuala Lumpur |
| 19 sierpnia 201716:44 |          | 52:5(33:0) |           | Petaling Jaya Stadium, Kuala Lumpur |

| 20 sierpnia 201710:00 | Indonezja | 35:7(14:0) | Kambodża | Petaling Jaya Stadium, Kuala Lumpur |
| 20 sierpnia 201710:00 |           | 35:7(14:0) |          | Petaling Jaya Stadium, Kuala Lumpur |

| 20 sierpnia 201710:22 | Malezja | 7:12(0:7) | Tajlandia | Petaling Jaya Stadium, Kuala Lumpur |
| 20 sierpnia 201710:22 |         | 7:12(0:7) |           | Petaling Jaya Stadium, Kuala Lumpur |

| 20 sierpnia 201710:44 | Filipiny | 0:21(7:0) | Singapur | Petaling Jaya Stadium, Kuala Lumpur |
| 20 sierpnia 201710:44 |          | 0:21(7:0) |          | Petaling Jaya Stadium, Kuala Lumpur |

| 20 sierpnia 201712:38 | Malezja | 75:0(42:0) | Indonezja | Petaling Jaya Stadium, Kuala Lumpur |
| 20 sierpnia 201712:38 |         | 75:0(42:0) |           | Petaling Jaya Stadium, Kuala Lumpur |

| 20 sierpnia 201713:00 | Singapur | 70:0(42:0) | Kambodża | Petaling Jaya Stadium, Kuala Lumpur |
| 20 sierpnia 201713:00 |          | 70:0(42:0) |          | Petaling Jaya Stadium, Kuala Lumpur |

| 20 sierpnia 201713:22 | Filipiny | 0:31(14:7) | Tajlandia | Petaling Jaya Stadium, Kuala Lumpur |
| 20 sierpnia 201713:22 |          | 0:31(14:7) |           | Petaling Jaya Stadium, Kuala Lumpur |

### Faza pucharowa

#### Mecz o 5. miejsce
| 20 sierpnia 201715:38 | Indonezja | 12:17(7:12) | Kambodża | Petaling Jaya Stadium, Kuala Lumpur |
| 20 sierpnia 201715:38 |           | 12:17(7:12) |          | Petaling Jaya Stadium, Kuala Lumpur |

#### Mecz o 3. miejsce
| 20 sierpnia 201716:00 | Tajlandia | 26:0(14:7) | Filipiny | Petaling Jaya Stadium, Kuala Lumpur |
| 20 sierpnia 201716:00 |           | 26:0(14:7) |          | Petaling Jaya Stadium, Kuala Lumpur |

#### Mecz o 1. miejsce
| 20 sierpnia 201717:06 | Malezja | 22:0(12:7) | Singapur | Petaling Jaya Stadium, Kuala Lumpur |
| 20 sierpnia 201717:06 |         | 22:0(12:7) |          | Petaling Jaya Stadium, Kuala Lumpur |

### Klasyfikacja końcowa
| Miejsce | Reprezentacja |
| ------- | ------------- |
| 1       | Malezja       |
| 2       | Singapur      |
| 3       | Tajlandia     |
| 4       | Filipiny      |
| 5       | Kambodża      |
| 6       | Indonezja     |

## Turniej kobiet

### Faza grupowa
| 19 sierpnia 201710:00 | Tajlandia | 32:0(15:0) | Filipiny | Petaling Jaya Stadium, Kuala Lumpur |
| 19 sierpnia 201710:00 |           | 32:0(15:0) |          | Petaling Jaya Stadium, Kuala Lumpur |

| 19 sierpnia 201710:22 | Singapur | 17:0(10:0) | Malezja | Petaling Jaya Stadium, Kuala Lumpur |
| 19 sierpnia 201710:22 |          | 17:0(10:0) |         | Petaling Jaya Stadium, Kuala Lumpur |

| 19 sierpnia 201712:38 | Tajlandia | 24:10(7:10) | Singapur | Petaling Jaya Stadium, Kuala Lumpur |
| 19 sierpnia 201712:38 |           | 24:10(7:10) |          | Petaling Jaya Stadium, Kuala Lumpur |

| 19 sierpnia 201713:00 | Malezja | 38:0(17:0) | Laos | Petaling Jaya Stadium, Kuala Lumpur |
| 19 sierpnia 201713:00 |         | 38:0(17:0) |      | Petaling Jaya Stadium, Kuala Lumpur |

| 19 sierpnia 201715:16 | Filipiny | 31:0(21:0) | Laos | Petaling Jaya Stadium, Kuala Lumpur |
| 19 sierpnia 201715:16 |          | 31:0(21:0) |      | Petaling Jaya Stadium, Kuala Lumpur |

| 19 sierpnia 201715:38 | Tajlandia | 38:5(12:0) | Malezja | Petaling Jaya Stadium, Kuala Lumpur |
| 19 sierpnia 201715:38 |           | 38:5(12:0) |         | Petaling Jaya Stadium, Kuala Lumpur |

| 19 sierpnia 201717:32 | Singapur | 25:0(10:0) | Filipiny | Petaling Jaya Stadium, Kuala Lumpur |
| 19 sierpnia 201717:32 |          | 25:0(10:0) |          | Petaling Jaya Stadium, Kuala Lumpur |

| 19 sierpnia 201717:54 | Tajlandia | 49:0(27:0) | Laos | Petaling Jaya Stadium, Kuala Lumpur |
| 19 sierpnia 201717:54 |           | 49:0(27:0) |      | Petaling Jaya Stadium, Kuala Lumpur |

| 20 sierpnia 201711:06 | Singapur | 29:0(19:5) | Laos | Petaling Jaya Stadium, Kuala Lumpur |
| 20 sierpnia 201711:06 |          | 29:0(19:5) |      | Petaling Jaya Stadium, Kuala Lumpur |

| 20 sierpnia 201711:28 | Filipiny | 5:0(0:5) | Malezja | Petaling Jaya Stadium, Kuala Lumpur |
| 20 sierpnia 201711:28 |          | 5:0(0:5) |         | Petaling Jaya Stadium, Kuala Lumpur |

### Faza pucharowa
|  |                  |           |           |                   |    |           |           |       |
|  | Półfinały        | Półfinały | Półfinały |                   |    | Finał     | Finał     | Finał |
|  | Półfinały        | Półfinały | Półfinały |                   |    | Finał     | Finał     | Finał |
|  | 20 sierpnia 2017 |           |           |                   |    |           |           |       |
|  |                  |           |           |                   |    |           |           |       |
|  | Tajlandia        | Tajlandia | 26        |                   |    |           |           |       |
|  | Tajlandia        | Tajlandia | 26        | 20 sierpnia 2017  |    |           |           |       |
|  | Filipiny         | Filipiny  | 0         |                   |    |           |           |       |
|  | Filipiny         | Filipiny  | 0         |                   |    | Tajlandia | Tajlandia | 17    |
|  | 20 sierpnia 2017 |           |           |                   |    | Tajlandia | Tajlandia | 17    |
|  |                  |           | Singapur  | Singapur          | 10 |           |           |       |
|  | Singapur         | Singapur  | Singapur  | Singapur          | 10 | 22        |           |       |
|  | Singapur         | Singapur  |           |                   |    |           |           |       |
|  | Malezja          | Malezja   | 0         |                   |    |           |           |       |
|  | Malezja          | Malezja   | 0         | Mecz o 3. miejsce |    |           |           |       |
|  |                  |           |           |                   |    |           |           |       |
|  | 20 sierpnia 2017 |           |           |                   |    |           |           |       |
|  |                  |           |           |                   |    |           |           |       |
|  | Malezja          | Malezja   | 7         |                   |    |           |           |       |
|  | Malezja          | Malezja   | 7         |                   |    |           |           |       |
|  | Filipiny         | Filipiny  | 5         |                   |    |           |           |       |
|  | Filipiny         | Filipiny  | 5         |                   |    |           |           |       |

| 20 sierpnia 201713:44 | Tajlandia | 26:0(19:0) | Filipiny | Petaling Jaya Stadium, Kuala Lumpur |
| 20 sierpnia 201713:44 |           | 26:0(19:0) |          | Petaling Jaya Stadium, Kuala Lumpur |

| 20 sierpnia 201714:06 | Singapur | 22:0(10:0) | Malezja | Petaling Jaya Stadium, Kuala Lumpur |
| 20 sierpnia 201714:06 |          | 22:0(10:0) |         | Petaling Jaya Stadium, Kuala Lumpur |

| 20 sierpnia 201716:44 | Tajlandia | 17:10(10:0) | Singapur | Petaling Jaya Stadium, Kuala Lumpur |
| 20 sierpnia 201716:44 |           | 17:10(10:0) |          | Petaling Jaya Stadium, Kuala Lumpur |

| 20 sierpnia 201716:22 | Malezja | 7:5(7:0) | Filipiny | Petaling Jaya Stadium, Kuala Lumpur |
| 20 sierpnia 201716:22 |         | 7:5(7:0) |          | Petaling Jaya Stadium, Kuala Lumpur |

### Klasyfikacja końcowa
| Miejsce | Reprezentacja |
| ------- | ------------- |
| 1       | Tajlandia     |
| 2       | Singapur      |
| 3       | Malezja       |
| 4       | Filipiny      |
| 5       | Laos          |